# Гусев (кратер)
Кратер Гусева, Гу́сев (лат. Gusev) — марсианский ударный кратер диаметром около 170 км. Он был назван в честь российского астронома Матвея Гусева (1826—1866) в 1976 году. С 2004 по 2010 год кратер изучался американским марсоходом «Спирит».

## Общая информация
Внутри кратера, южнее его центра, расположена небольшая гряда, одна из высот которой является холмом Хасбанда.
Кратер Гусева образовался, вероятно, 3—4 млрд лет назад. Полагают, что когда-то он был заполнен водой (возможно, водой и льдом), стекавшей по системе русел, наблюдающихся в долине Маадим. Предположительно, кратер заполнен образовавшимся осадком толщиной свыше 900 метров. Ряд учёных считают, что местность, где долина Маадим переходит в кратер Гусева, напоминает некоторые дельты рек на Земле. Причём дельты такого типа формируются, как минимум, в течение десятков тысяч лет. Поэтому вода по долине Маадим могла течь в течение довольно долгого периода (то есть не только в результате отдельных наводнений). Она могла вытекать из крупного озера, которое, как показывают снимки с орбиты, могло существовать в верховьях долины Маадим.

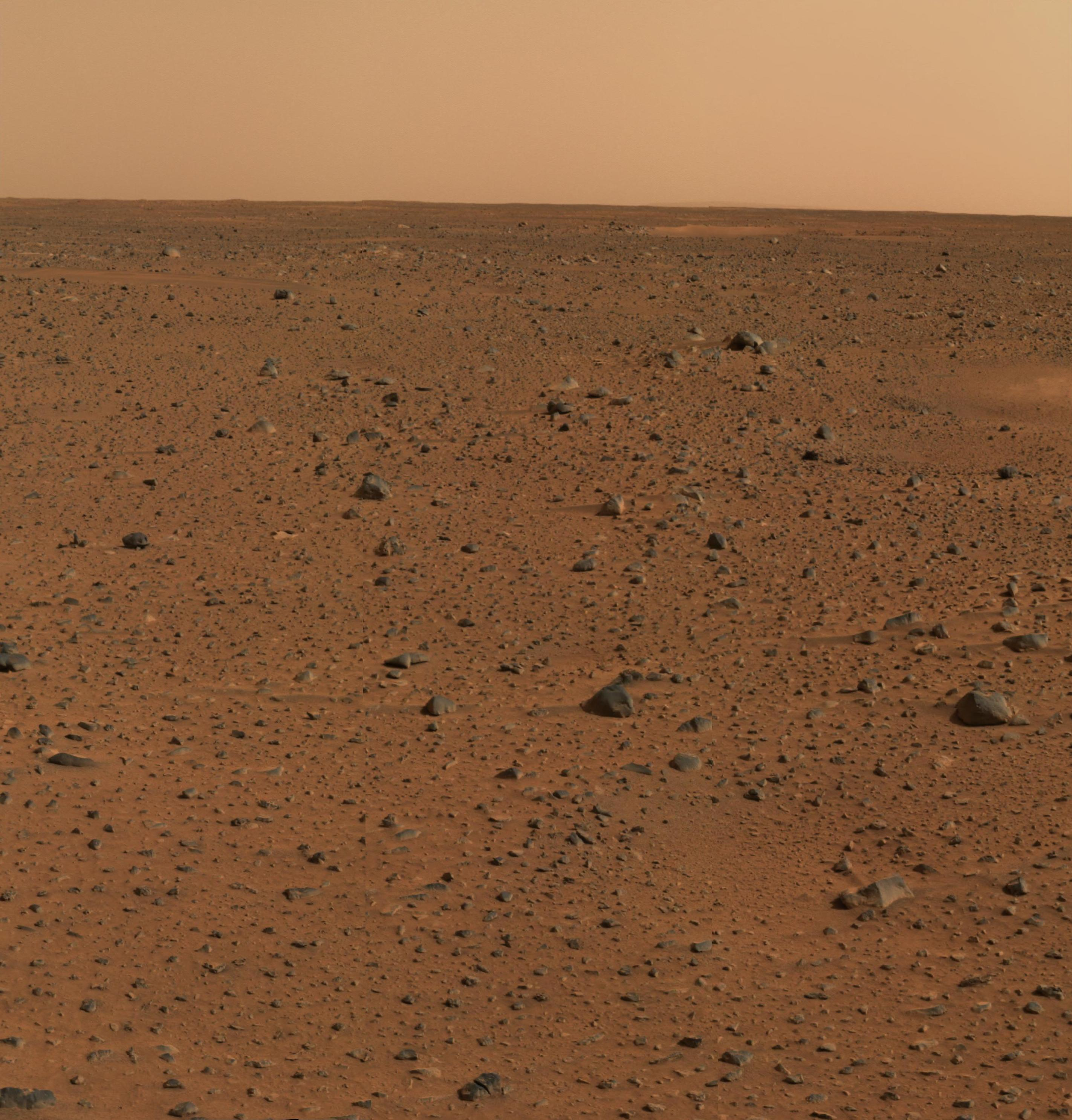
Панорама кратера Гусев, снятая марсоходом «Спирит»

В январе 2004 на поверхность кратера высадился марсоход «Спирит». Кратер Гусева был выбран для изучения потому, что здесь, вероятно, когда-то существовало озеро. Кроме того, наличие множества мелких кратеров позволяло надеяться на изучение внутреннего строения осадочных пород (что в значительной степени не оправдалось).
«Спирит» обнаружил ряд материалов, химический состав которых указывает на длительное воздействие воды. Однако некоторые исследователи считают, что эти материалы могли образоваться иным способом, и не верят в то, что жидкая вода могла существовать на Марсе в течение геологически значимых промежутков времени.
Также «Спирит» сфотографировал «пылевые вихри» — смерчи, крупнейшие следы которых видны на орбитальных снимках. Предположительно, более сильные пылевые вихри очищали солнечные батареи марсохода от песка, нанесённого более слабыми вихрями, что повышало их энергоотдачу и тем самым продлевало срок его работы.